# TOP500
TOP500 е проект на няколко учени от Германия (Манхайм) и САЩ (Бъркли и Ноксвил), създаден през 1993 г., имащ като основна цел да класира 500-те най-високопроизводителни самостоятелни (не разпределени) компютърни системи (суперкомпютри) в света. Класацията се обновява два пъти годишно – през юни и ноември – и се основава на теста за производителност LINPACK. От натрупаната през годините информация се изготвя и статистика за тенденциите при суперкомпютрите. През 2008 г. България влиза на позиция 126 в класацията със своя първи суперкомпютър Blue Gene, към ноември 2009 г. е на 377-о място, а към ноември 2012 вече е извън първите 500 по производителност.

## 10-те най-добри
| Място | Rmax Rpeak (PFLOPS) | Име                              | Модел               | Процесор                       | Мрежа          | Производител | Място страна, година                                                            | Операционна система     |
| ----- | ------------------- | -------------------------------- | ------------------- | ------------------------------ | -------------- | ------------ | ------------------------------------------------------------------------------- | ----------------------- |
| 1     | 122.300 187.659     | Summit                           | Power System AC922  | POWER9, Tesla V100             | Infiniband EDR | IBM          | Oak Ridge National Laboratory · САЩ, 2018                                       | Linux (RHEL)            |
| 2     | 93.015 125.436      | Sunway TaihuLight                | Sunway MPP          | SW26010                        | Sunway         | NRCPC        | National Supercomputing Center in Wuxi · Китай, 2016                            | Linux (Raise)           |
| 3     | 71.610 119.194      | Sierra                           | Power System S922LC | POWER9, Tesla V100             | Infiniband EDR | IBM          | Lawrence Livermore National Laboratory · САЩ, 2018                              | Linux (RHEL)            |
| 4     | 61.445 100.679      | Tianhe-2A                        | TH-IVB-FEP          | Xeon E5–2692 v2, Matrix-2000   | TH Express-2   | NUDT         | National Supercomputing Center in Guangzhou · Китай, 2013                       | Linux (Kylin)           |
| 5     | 19.880 32.577       | AI Bridging Cloud Infrastructure | PRIMERGY CX2550 M4  | Xeon Gold 6148, Tesla V100     | Infiniband EDR | Fujitsu      | National Institute of Advanced Industrial Science and Technology · Япония, 2018 | Linux                   |
| 6     | 19.590 25.326       | Piz Daint                        | Cray XC50           | Xeon E5-2690 v3, Tesla P100    | Aries          | Cray         | Swiss National Supercomputing Centre · Швейцария, 2016                          | Linux (CLE)             |
| 7     | 17.590 27.113       | Titan                            | Cray XK7            | Opteron 6274, Tesla K20X       | Gemini         | Cray         | Oak Ridge National Laboratory · САЩ, 2012                                       | Linux (CLE, SLES based) |
| 8     | 17.173 20.133       | Sequoia                          | Blue Gene/Q         | A2                             | Custom         | IBM          | Lawrence Livermore National Laboratory · САЩ, 2013                              | Linux (RHEL and CNK)    |
| 9     | 14.137 43.903       | Trinity                          | Cray XC40           | Xeon E5–2698 v3, Xeon Phi 7250 | Aries          | Cray         | Los Alamos National Laboratory · САЩ, 2015                                      | Linux (CLE)             |
| 10    | 14.015 27.881       | Cori                             | Cray XC40           | Xeon Phi 7250                  | Aries          | Cray         | National Energy Research Scientific Computing Center · САЩ, 2016                | Linux (CLE)             |

### Означения
- Rmax – най-високият резултат, измерен чрез LINPACK. По този показател се класират компютрите, измерва се в квадрилиони операции с плаваща запетая в секунда (petaFLOPS).
- Rpeak – теоретична максимална производителност на системата
- Название – някои суперкомпютри са уникални, най-малко по местонахождение, и поради това имат имена, дадени от собственика им.
- Модел – компютърната платформа като търговска марка.
- Процесор – архитектура на набора от инструкции или процесорната микроархитектура.
- Място – страна, в която се намира суперкомпютърът.
- Година – година, в която суперкомпютърът е влязъл в употреба. След това системната конфигурацията може да се е променила.